# Крыстев, Антон
Антон Иванов Крыстев Иновский (болг. Антон Иванов Кръстев Иновски; 18 октября 1894, Градско — 15 сентября 1947, София) — болгарский офицер и националистический политик. Участник свержения и убийства Александра Стамболийского. Основатель подпольной организации «Царь Крум». Казнён коммунистическими властями НРБ.

## Служба и политика
Родился в Османской империи, в деревне Уланци, на территории нынешней Северной Македонии. Окончил военное училище, служил в болгарской армии. Командовал батальоном в 25-м пехотном полку. К 1944 — год прихода к власти болгарских коммунистов — имел воинское звание полковника.
Антон Крыстев активно включился в политическую борьбу 1923 года на стороне правых сил. Принимал участие в аресте и убийстве премьер-министра Александра Стамболийского.

## Антикоммунистическое подполье
Антон Крыстев придерживался националистических и антикоммунистических взглядов. Он враждебно воспринял приход к власти Отечественного фронта, главную роль в котором играли коммунисты. В ноябре 1945 Крыстев основал подпольную организацию Царь Крум, готовившую свержение правительства и планировавшую серию диверсий и терактов. Программа «Царь Крум» предполагала западную ориентацию Болгарии при обеспечении национальных интересов.
Весной 1946 «Царь Крум» был ликвидирован органами МВД. В августе 1946 состоялся судебный процесс над лидерами организации. Полковник Крыстев был приговорён к смертной казни и повешен 15 сентября 1947.

## Изменение оценок
В НРБ Антон Крыстев считался «фашистом и террористом, понесшим заслуженную кару». В современной Болгарии он пользуется уважением заметной части общества, особенно среди националистов и военных. Союз выпускников Национального военного университета предлагает присвоить имя полковника Крыстева одной из софийских улиц. На фасаде здания, где проживал Антон Крыстев, установлена мемориальная доска: Разделил судьбу своего народа… Болгария выжила, потому что имела таких сыновей.